# Esgrima en los Juegos Europeos de Cracovia 2023
La esgrima en los III Juegos Europeos se realizó en el Tauron Arena de Cracovia (Polonia) del 25 al 30 de junio de 2023.
En total fueron disputadas en este deporte doce pruebas: seis masculinas y seis femeninas.

## Medallistas

### Masculino
| Evento                            | Oro                                                                         | Plata                                                                 | Bronce                                                                             |
| --------------------------------- | --------------------------------------------------------------------------- | --------------------------------------------------------------------- | ---------------------------------------------------------------------------------- |
| Florete individual (26 de junio)  | Michał Siess · Polonia                                                      | Jonas Winterberg-Poulsen · Dinamarca                                  | Stef Van Campenhout · Bélgica · Laurenz Rieger · Alemania                          |
| Florete por equipos (29 de junio) | Alessio Foconi · Daniele Garozzo · Filippo Macchi · Tommaso Marini · Italia | Alexandre Ediri · Enzo Lefort · Maxime Pauty · Rafaël Savin · Francia | Paul Faul · Alexander Kahl · Luis Klein · Laurenz Rieger · Alemania                |
| Espada individual (27 de junio)   | Tristan Tulen · Países Bajos                                                | Miguel Frazão · Portugal                                              | Manuel Bargues · España · Volodymyr Stankevych · Ucrania                           |
| Espada por equipos (30 de junio)  | Tibor Andrásfi · Máté Koch · Dávid Nagy · Gergely Siklósi · Hungría         | Alexis Bayard · Théo Brochard · Hadrien Favre · Max Heinzer · Suiza   | Gabriele Cimini · Davide Di Veroli · Andrea Santarelli · Federico Vismara · Italia |
| Sable individual (25 de junio)    | Sandro Bazadze · Georgia                                                    | Krzysztof Kaczkowski · Polonia                                        | Áron Szilágyi · Hungría · William Deary · Reino Unido                              |
| Sable por equipos (28 de junio)   | Boladé Apithy · Sébastien Patrice · Maxime Pianfetti · Tom Seitz · Francia  | Luca Curatoli · Michele Gallo · Matteo Neri · Luigi Samele · Italia   | Raoul Bonah · Lorenz Kempf · Frederic Kindler · Matyas Szabo · Alemania            |

### Femenino
| Evento                            | Oro                                                                                            | Plata                                                                          | Bronce                                                                          |
| --------------------------------- | ---------------------------------------------------------------------------------------------- | ------------------------------------------------------------------------------ | ------------------------------------------------------------------------------- |
| Florete individual (25 de junio)  | Julia Walczyk-Klimaszyk · Polonia                                                              | Flóra Pásztor · Hungría                                                        | Gili Kuritzki · Israel · Mălina Călugăreanu · Rumania                           |
| Florete por equipos (28 de junio) | Martina Batini · Martina Favaretto · Francesca Palumbo · Alice Volpi · Italia                  | Anita Blaze · Morgane Patru · Pauline Ranvier · Ysaora Thibus · Francia        | Leandra Behr · Aliya Dhuique-Hein · Leonie Ebert · Anne Sauer · Alemania        |
| Espada individual (26 de junio)   | Dzhoan Bezhura · Ucrania                                                                       | Martyna Swatowska-Wenglarczyk · Polonia                                        | Alexandra Ehler · Alemania · Anna Kun · Hungría                                 |
| Espada por equipos (29 de junio)  | Marie-Florence Candassamy · Alexandra Louis-Marie · Auriane Mallo · Coraline Vitalis · Francia | Lili Büki · Anna Kun · Eszter Muhari · Dorina Wimmer · Hungría                 | Rossella Fiamingo · Federica Isola · Mara Navarria · Alberta Santuccio · Italia |
| Sable individual (27 de junio)    | Olha Jarlan · Ucrania                                                                          | Ilinca Pantiș · Rumania                                                        | Eloisa Passaro · Italia · Theodora Guntura · Grecia                             |
| Sable por equipos (30 de junio)   | Manon Apithy-Brunet · Sara Balzer · Cécilia Berder · Margaux Rifkiss · Francia                 | Martina Criscio · Rossella Gregorio · Chiara Mormile · Eloisa Passaro · Italia | Katinka Battai · Renáta Katona · Liza Pusztai · Luca Szűcs · Hungría            |

## Medallero
| Núm. | País         | Oro | Plata | Bronce | Total |
| ---- | ------------ | --- | ----- | ------ | ----- |
| 1    | Francia      | 3   | 2     | 0      | 5     |
| 2    | Italia       | 2   | 2     | 3      | 7     |
| 3    | Polonia      | 2   | 2     | 0      | 4     |
| 4    | Ucrania      | 2   | 0     | 1      | 3     |
| 5    | Hungría      | 1   | 2     | 3      | 6     |
| 6    | Georgia      | 1   | 0     | 0      | 1     |
| 6    | Países Bajos | 1   | 0     | 0      | 1     |
| 8    | Rumania      | 0   | 1     | 1      | 2     |
| 9    | Dinamarca    | 0   | 1     | 0      | 1     |
| 9    | Portugal     | 0   | 1     | 0      | 1     |
| 9    | Suiza        | 0   | 1     | 0      | 1     |
| 12   | Alemania     | 0   | 0     | 5      | 5     |
| 13   | Bélgica      | 0   | 0     | 1      | 1     |
| 13   | España       | 0   | 0     | 1      | 1     |
| 13   | Grecia       | 0   | 0     | 1      | 1     |
| 13   | Israel       | 0   | 0     | 1      | 1     |
| 13   | Reino Unido  | 0   | 0     | 1      | 1     |
|      | TOTAL        | 12  | 12    | 18     | 42    |